# 漫畫大王週刊
《漫畫大王週刊》是由臺灣漫畫大王雜誌社（後更名為「大王出版社」）在1970年代中後期所發行的兒童漫畫雜誌，逢每週五出版，每期定價為新台幣10元（當時）。
於1976年7月30日創刊，1977年9月23日在無預警情況之下突告停刊，共發行61期。

## 概要
《漫畫大王週刊》的編輯型態，是以仿效日本出版社「小學館」針對小學各年級學齡兒童所發行的學年誌（範圍則包括《小学一年生》～《小学四年生》等刊物）風格為主。於1976年發刊當時，還曾於台灣的電視媒體上播出廣告宣傳。
雜誌中除固定篇幅的漫畫連載作品之外，也包括兒童科普單元的「彩色專頁」，以及童話故事與知識形態漫畫作品等內容的刊載。另外也採行小學館學年誌的相同作法，每期均有紙勞作一併附錄。封面設計也採用與小學館學年誌相同的風格，並以臨摹方式重新繪製（但在雜誌發行晚期，則變更為直接使用小學館學年誌的封面圖片）。
《漫畫大王》的連載漫畫作品雖然均宣稱為「自行繪製」，但所有刊載作品除了《孫悟空》為實質上的台灣漫畫家繪製作品，其他均為將日本漫畫素材以重新臨摹改繪的方式刊載（此舉為基於當時國民黨執政當局的「漫畫審查制度」之下所採取的措施），並非直接使用日本版內容。因此在畫面精緻度與分格方式部分的異動幅度頗大，與原版相比之下明顯較為粗糙與簡化。另外除了將雜誌中的連載作品單行本化，也開始發行不經雜誌連載直接出版，且未經重新臨摹而直接採用日本版內頁的漫畫單行本（但直接發行的單行本當中，仍有將內容重新臨摹的書目）。
1977年《漫畫大王》於發行第61期之後就無預警停刊，在市面上銷聲匿跡。但在61期出版當時，封底仍有刊載預定出版的第62期內容預告，至於為何突告停刊的原因至今仍然不明。

## 主要連載作品
- 《孫悟空》
- 《紅舞鞋》
- 《玻璃舞鞋》
- 《芭蕾舞之星》
- 《超人力霸王》
- 《超人力霸王衛司》
- 《超人力霸王雷奧》
- 《巨人力霸王》
- 《羅漢金剛》
- 《宇宙戰艦》
- 《隱形人》
- 《小泰山》
- 《恐龍谷探險記》
- 《飛鷹棒球隊》
- 《牛家班》
- 《牛家鄉》
- 《魔女》
- 《柔道女傑》
- 《虎妞與溫室香瓜》
- 《小貞日記》
- 《花瓶的秘密》

## 其他內容

### 彩色專頁
- 《人類的誕生》
- 《宇宙的奧秘》
- 《動物的世界》
- 《洪荒獵奇》
- 《人體的構造》
- 《海》
- 《進步中的船》
- 《飛機進化史》
- 《汽車》
- 《最新超級跑車專集》
- 《未來超級豪華跑車》
- 《太空梭／沙漠中的巨型圖畫》

### 短期連載漫畫
- 《生日的奇遇》
- 《會說話的海龜》
- 《爭取冠軍》
- 《青葉棒球隊》
- 《無底的黑洞》
- 《宇宙的旅行》
- 《動物奇觀》
- 《化石的秘密》
- 《科學漫談》

## 相關單行本

### 一般單行本
以36開本印製，並且均集中於1977年內發售，當時每冊定價均為新台幣20元。
- 《孫悟空》
- 《小豬八戒》
- 《紅舞鞋》
- 《玻璃舞鞋》
- 《芭蕾舞之星》
- 《超人力霸王光榮》
- 《超人力霸王衛司》
- 《超人力霸王雷奧》
- 《牛家班》
- 《原子小金剛》
- 《海人精》
- 《無敵鐵金剛》
- 《秘密偵探小飛龍》
- 《超人衛力德》
- 《荒野大樂園》
- 《王牌超人》
- 《無敵鐵面俠》
- 《神飛一號》

### 大開本「霸王漫畫」
以約菊8開本印製，亦集中於1977年內發售，但因使用素材之故頁數大幅減少，篇幅均採48頁左右單冊完結的形式。當時每冊定價均為新台幣12元。
- 《宇宙金剛 大戰貝嘉怪獸》
- 《宇宙金剛 大戰叉角鐵人》
- 《宇宙金剛 勇破宇宙黑洞》
- 《宇宙金剛 智鬥魔岩》
- 《太空魔龍 黑暗國的陰謀》
- 《太空魔龍 大戰泥偶軍團》
- 《力霸鐵人 大戰地底怪獸》
- 《宇宙鐵人兄弟 達達星人侵略地球》
- 《蝙蝠超人 大戰蛇魔王》